# Nancy Oshana Wehbe
Nancy Oshana Wehbe (Tal Tamer, Siria; 25 de junio de 1975) es una culturista profesional estadounidense de origen sirio que estuvo en activo entre los años 2000 y 2012.

## Carrera en el culturismo

### Biografía
Wehbe nació en Tal Tamer, un pequeño pueblo de Siria, y sólo tenía diez años cuando sus padres la enviaron a ella y a su hermano mayor a vivir con sus parientes en Chicago (Illinois) para recibir una educación estadounidense.
Wehbe, de etnia asiria, hizo valer su independencia desde muy joven y empezó a trabajar para costearse sus estudios cuando sólo tenía 15 años. Se graduó con una licenciatura en Negocios Internacionales. Tras su graduación, Nancy empezó a trabajar en una empresa de la lista Fortune-500, donde permaneció 5 años.
A mediados de la década de 1990 comenzó un intenso régimen de entrenamiento con pesas. Inmediatamente notó grandes resultados y recibió innumerables elogios. Poco después decidió competir en eventos oficiales de fitness y culturismo. Entrenaba duro y seguía una estricta dieta nutricional antes de cualquier competición.
Desde entonces, Wehbe, que se convirtió en culturista, ha convertido cada obstáculo en un peldaño al superar el frívolo impedimento de las barreras culturales y los prejuicios de género y se ha ganado un amplio respeto y apoyo para un deporte de competición duro que requiere estar en forma y ser modelo, tanto dentro como fuera de su comunidad asiria.
Se convirtió en entrenadora personal certificada por el American Council on Exercise (ACE).

### Historial competitivo
- 2012 - NPC Junior Nationals Figure division D - 10º puesto
- 2012 - NPC Illinois State Masters Ganadora de Overall
- 2012 - NPC Illinois State Masters - Ganadora
- 2012 - NPC Figure open - 5º puesto
- 2009 - NPC Midwest Ironman - 4º puesto
- 2009 - NPC Natural open class - 1º puesto
- 2003 - INBJ Great Lakes Bodybuilding - 2º puesto
- 2003 - NPC Junior Nationals - 16º puesto
- 2002 - NPC Junior Nationals - 7º puesto
- 2002 - NPC Regional Midwest - 1º puesto
- 2002 - NPC Regional Midwest - Ganadora de Overall
- 2001 - NGA Natural Powerhouse - 1º puesto
- 2000 - IFF Miss Bikini National - Ganadora de Overall[1]